# Partizanski odred Plavi Jadran
Partizanski odred „Plavi Jadran” bila je partizanska postrojba u sastavu Narodnooslobodilačkoj vojsci i partizanskim odredima Jugoslavije tijekom Drugoga svjetskog rata u Hrvatskoj.

## Povijest
Formiran je sredinom rujna 1943. godine u Ražancu od narodnooslobodilačkog partizanskog bataljuna „Plavi Jadran” i novopridošlih boraca. Imao je četiri bataljuna, od kojih je jedan formiran od bivših talijanskih vojnika (bojna „Goffredo Mamelli”). Pridružio se 6. ličkoj diviziji NOVJ-a. 
Od formiranja do početka studenoga 1943. djelovao je na području Zadar – Nin – Obrovac – Benkovac – Biograd na Moru. Iz zasjede je napadao neprijateljska uporišta, ophodnje i konvoje i uništavao komunikacije u njihovom operativnom području. Tako je 26. rujna razbio kolonu njemačke 114. lovačke divizije na cesti Zadar – Obrovac i uništio 10 kamiona; 3. i 4. listopada spriječio je prodor njemačkih postrojbi cestom Zemunik – Nin, 5. listopada kod Zadra napao i uništio njemačku kolonu od oko 300 vojnika; 9. listopada odbio napad njemačkih snaga, jačine oko 300 vojnika, iz Zadra kod sela Briševa i Nina. Sredinom studenoga 1943. godine ulazi u Operativni stožer za Liku i djeluje na području Gospić – Karlobag – Otočac. Njegove postrojbe su 21. studenog zajedno s 1. brigadom 13. divizije NOVJ-a vodile borbe protiv dijelova 9. i 13. ustaške bojne 4. ustaške brigade na cesti Gospić – Karlobag. Krajem studenoga Odred je imao oko 150 boraca. Njegove postrojbe su 1. prosinca kod sela Cesarica (kod Karlobaga) uz velike gubitke odbile napad ustaša iz Karlobaga i natjerale ih na povlačenje. 
Raspušten je sredinom prosinca 1943. godine, kada je dio boraca formirao novi bataljun NOP-a „Plavi Jadran” (nazvan i Plavojadranska četa), a ostatak ljudstva popunio je postrojbe Operativnog štaba za Liku.